# Rai Scuola
Rai Scuola è un canale televisivo italiano tematico gratuito edito dalla Rai, curato da Rai Cultura e dedicato alla formazione scolastica e alla didattica. L'attuale nome del canale è in uso a partire dal 19 ottobre 2009.
Dal 2011 la direttrice di Rai Scuola è Silvia Calandrelli.

## Storia e diffusione
Sostituto di RaiSat 3 - Enciclopedia, il canale è nato il 28 giugno 1999 con il nome di Rai Educational Sat ed era originariamente diffuso solo via satellite. Il 10 giugno 2002, dopo lo sdoppiamento del canale, cambia nome in Rai Edu 1 e il 19 ottobre 2009 in Rai Scuola.
Dal 3 febbraio 2004 Rai Edu 1 diventa disponibile anche sul digitale terrestre in gran parte del territorio nazionale italiano con il Mux B.
Dal 2 febbraio 2009 venne sostituito in tale multiplex da Rai Storia, ma le trasmissioni del canale sul digitale terrestre continuarono fino al 18 maggio 2010, quando i loghi dei canali Rai vennero rinnovati.
Dal 21 dicembre 2011 il canale è tornato a trasmettere sul digitale terrestre per le zone coperte dal Mux 2 fino al 14 settembre 2015. Attualmente trasmette nel RAI Mux B.
Dal 4 gennaio 2017, il canale ha iniziato a trasmettere in alta definizione sulla piattaforma satellitare Tivùsat.
Il 10 aprile 2017 Rai Scuola rinnova logo, grafiche e colori, passando dal lilla all'arancione.
Dal 20 ottobre 2021, la versione in definizione standard sul digitale terrestre passa alla codifica MPEG-4 rimanendo visibile solo su dispositivi HD.
Il 14 dicembre 2021, in seguito ad una riorganizzazione delle frequenze, viene eliminata la versione SD dal satellite, rimanendo disponibile solo in HD. A seguito di ciò, il canale diventa visibile in chiaro.
Il 17 gennaio 2022, in seguito ad una riorganizzazione di alcuni canali, si trasferisce al canale 26 di Tivùsat.
Dall'8 marzo 2022, in seguito a una riorganizzazione delle frequenze e dei canali sul digitale terrestre, Rai Scuola si sposta al canale 57, appartenente in precedenza a Rai Sport + HD. Dal 16 marzo 2023 torna a essere visibile anche al canale 146 in sostituzione di Rai Sport HD, il quale rimane visibile soltanto al canale 58.
Dal 28 agosto 2024 il canale trasmette la sua programmazione con il nuovo digitale terrestre DVB-T2 insieme a Rai Storia e Rai Radio 2 Visual.

## Programmazione
Rai Scuola è destinato principalmente all'insegnamento di discipline scolastiche ai bambini della scuola primaria e ai ragazzi della scuola secondaria di primo grado. Le discipline scolastiche riguardano le scienze, la lingua inglese, ma anche l'educazione stradale. Il progetto principale è il D, un contenitore di programmi formativi della BBC e sitcom prodotte dalla RAI.
Dal 19 marzo 2012 è partita la nuova programmazione, con l'aggiunta di una nuova fascia culturale quotidiana, denominata Nautilus, che include programmi già presenti in precedenza sul canale (CultBook, Art News, Gap) e programmi nuovi (Zettel, un programma di filosofia di e con Maurizio Ferraris, e Lezioni dalla crisi, un programma di economia di e con Giuliano Amato).
I programmi di Rai Scuola sono spesso prodotti in collaborazione con il Ministero dell'Istruzione.
Nel 2006 il canale ha trasmesso la serie britannica Goal - Speak English, Play Football in lingua originale, ma senza sottotitoli.

### Servizio pubblico durante la pandemia di COVID-19
Durante il confinamento dovuto alla pandemia di COVID-19 ha ricevuto dal Ministero dell'Istruzione l'autorizzazione a diventare una sorta di "Grande Aula Virtuale" dove gli alunni potevano studiare guardando le lezioni in Tv su degli orari prestabiliti in palinsesto.

## Ascolti

### Share mensile di Rai Scuola
Dati Auditel relativi al giorno medio mensile su target individui 4+.
| Anno | Gen   | Feb   | Mar   | Apr   | Mag   | Giu   | Lug   | Ago   | Set   | Ott   | Nov   | Dic   | Media anno |
| ---- | ----- | ----- | ----- | ----- | ----- | ----- | ----- | ----- | ----- | ----- | ----- | ----- | ---------- |
| 2015 | 0,01% | 0,01% | 0,01% | 0,01% | 0,03% | 0,01% | 0,02% | 0,01% | 0,01% | 0,01% | 0,01% | 0,01% | 0,01%      |
| 2016 | 0,02% | 0,02% | 0,01% | 0,01% | 0,01% | 0,02% | 0,02% | 0,01% | 0,01% | 0,02% | 0,03% | 0,02% | 0,02%      |
| 2017 | 0,02% | 0,03% | 0,02% | 0,02% | 0,02% | 0,02% | 0,02% | 0,03% | 0,03% | 0,03% | 0,02% | 0,02% | 0,02%      |
| 2018 | 0,04% | 0,03% | 0,03% | 0,03% | 0,02% | 0,02% | 0,03% | 0,03% | 0,03% | 0,03% | 0,03% | 0,03% | 0,03%      |
| 2019 | 0,03% | 0,03% | 0,03% | 0,03% | 0,03% | 0,03% | 0,03% | 0,03% | 0,02% | 0,02% | 0,02% | 0,02% | 0,03%      |
| 2020 | 0,03% | 0,02% | 0,02% | 0,03% | 0,02% | 0,02% | 0,03% | 0,05% | 0,02% | 0,01% | 0,02% | 0,02% | 0,02%      |
| 2021 | 0,02% | 0,02% | 0,02% | 0,02% | 0,02% | 0,02% | 0,03% | 0,04% | 0,03% | 0,02% | 0,02% | 0,04% | 0,05%      |
| 2022 | 0,02% | 0,02% | 0,03% | 0,08% | 0,09% | 0,06% | 0,08% | 0,08% | 0,08% | 0,07% | 0,06% | 0,08% | 0,06%      |
| 2023 | 0,11% | 0,14% | 0,08% | 0,12% | 0,13% | 0,15% | 0,15% | 0,16% | 0,17% | 0,14% | 0,16% | 0,19% | 0,13%      |
| 2024 | 0,15% | 0,14% | 0,16% | 0,15% | 0,15% | 0,16% | 0,16% | 0,14% | 0,10% | 0,12% | 0,13% | 0,15% | 0,14%      |
| 2025 | 0,15% | 0,14% | 0,14% | 0,14% | 0,11% | 0,12% |       |       |       |       |       |       |            |

## Loghi

2000 - 9 giugno 2002
10 giugno 2002 - 18 ottobre 2009
19 ottobre 2009 - 17 maggio 2010
18 maggio 2010 - 9 aprile 2017
In uso dal 10 aprile 2017